# تيري لي
تيري لي (بالإنجليزية: Terry Lee)‏ (20 سبتمبر 1952 في المملكة المتحدة - 22 يونيو 1996 في المملكة المتحدة) هو طاهي ولاعب كرة قدم بريطاني في مركز حراسة المرمى. لعب مع توتنهام هوتسبير ونادي توركي يونايتد ونيوبورت كونتي ونادي مينهيد.

## وصلات خارجية
- تيري لي على موقع قاعدة بيانات كرة القدم.إي يو (الإنجليزية)